# Томич, Новак
Новак Томич (серб. Новак Томић; 7 января 1936, Белград — 23 июля 2003, Лос-Анджелес, Калифорния) — югославский футболист, выступавший на позиции защитника.

## Клубная карьера
Профессиональную карьеру начал в 1954 году в клубе «Црвена звезда», в составе которого 5 раз становился национальным чемпионом и по разу становился обладателем национального Кубка и Кубка Митропы. В 1964 году присоединился к сплитскому «Хайдуку».
В 1967 году переехал в США, где подписал контракт с клубом «Лос-Анджелес Торос», который позже переехал в Сан-Диего.
Карьеру футболиста завершил в 1970 году, выступая в французском клубе «Расинг» (Париж-Нёйи).

## Карьера за сборную
Томич был включён в состав национальной сборной Югославии на чемпионат мира 1958 года в Швеции, где дебютировал в победном матче групповой стадии против сборной Франции (3:2).
Всего за сборную Томич сыграл 5 матчей.

## Достижения

### «Црвена звезда»
- Чемпион Югославии: 1955/56, 1956/57, 1958/59, 1959/60, 1963/64
- Обладатель Кубка Югославии: 1957/58, 1958/59, 1963/64
- Обладатель Кубка Митропы: 1958

### «Хайдук»
- Обладатель Кубка Югославии: 1966/67